# Servizio ferroviario urbano di Kiev
Il servizio ferroviario urbano di Kiev (in ucraino Київська міська електричка?, Kyïvs'ka mis'ka elektryčka) è il servizio ferroviario urbano che serve la città di Kiev, capitale dell'Ucraina.